# Nox (Csillagkapu)
A Nox a Csillagkapu című filmsorozat egyik kitalált faja, amely a Gaia bolygón él.

## Jellemzés
A Nox egy békés, természetközeli nép, képes a halottak feltámasztására és tárgyak, illetve élőlények láthatatlanná tételére. Még önvédelemből sem harcolnak, az életet mindennél jobban tisztelik. Nagy tiszteletben álló faj, a tolláni bíróság egy Noxot kért fel döntőbírónak a Klorel/Skaara ügyben.
Tisztelik a természetet és az életet. Nem esznek húst, csak növényeket fogyasztanak.
A Nox bolygón laknak egy lebegő város-szigeten, melyet mentális képességükkel álcáznak. Képesek csillagkaput építeni, át tudnak hatolni a földi csillagkaput lezáró Íriszen. A Tollaniakhoz hasonlóan szubtéri üzenetet küldhetnek féregjárat nyitása nélkül.
A Nox az Ősökkel, az Asgarddal és a Furlinggel együtt alkotta a négy ősi fajt.

## Technológia
A nox technológiája nem tartalmaz semmi ártót vagy pusztítót. Technológiájuk védekező jellegű. Az ősökhöz hasonlóan képesek csillagkapukat, hajókat építeni, és gondolatokkal irányítani fejlett képességeiket. A rejtőzködés mesterei, és rendkívül sokáig élnek fejlett technológiájukkal. El tudnak rejteni mindent (akár távolról is, mentális képességeikkel), függetlenül attól, hogy az mozog-e. A bolygójukon lévő állatokat is elrejtették a Goa’uldok elől a Nox c. részben.